# 平鳥コウ
平鳥 コウ（ひらとり コウ）は、日本の小説家、ライトノベル作家。投稿サイトにより多数の名義があるが、書籍化の際にはこの名義で作品を刊行されている。

## 経歴
2010年から作品を小説家になろうに掲載しており、ムーンライトノベルズにて投稿（この際の名義が平鳥コウ）『JKハルは異世界で娼婦になった』が反響を呼び、早川書房から刊行された。

## 作品

### JKハルは異世界で娼婦になった
『早川書房』、イラスト：shimano、2017年12月
暴走トラックに轢かれ交通事故で死んだ女子高生、小山ハルは、異世界へ転生する。同様に事故に巻き込まれた千葉セイジも転生していた。転生した先は男尊女卑の世界でハルは生計を立てるために止むを得ず娼婦になる。

### 歌舞伎町の嬢王アイナ、究極の接客スキルで異世界の王になる。
『一迅社』月刊ComicREX、漫画：暁葉、2021年8月（同年10月号） - 連載中